# 대만-성좌 관계
이 문서는 대만과 성좌의 관계에 대해 설명한다. 현재 바티칸 시국과 중화민국은 1942년부터 공식적으로 외교 관계를 맺고 있다.

## 역사
신해 혁명(1911~1912) 이후 1922년 교황청의 대표가 중화민국 베이징 시에 부임했으며, 1942년에 양국은 수교하였다. 로마 교황청은 1946년 7월에 중화민국과 공사급 외교 관계를 공식 수립했다.
1949년에 국공 내전의 결과로 중국 대륙에는 중화인민공화국이 건국되었으며, 난징시에 있던 중화민국 정부는 타이베이시로 이전하였다. 바티칸 대사 안토니오 리베리 주교는 1951년까지 중국 대륙에서 주재하다 중국 공산당에 의해 추방당하여 동년 9월 6일 영국령 홍콩에 도착했으며, 1952년에 타이베이시로 따라갔다. 1959년 10월 29일에는 이탈리아 출신의 로마 가톨릭교회 주교인 주세페 카프리오(Giuseppe Caprio)가 주중국 교황 대사로 임명되었다. 1966년 12월 24일에는 로마 교황청이 대만 타이베이에 위치한 주중국 교황청 공사관을 대사관으로 승격시켰다. 1967년 천주교 중국 주교단(1998년 이후 천주교대만지구주교단으로 개칭)이 타이베이에서 결성되었다.
1971년 10월 25일에 유엔 총회가 유엔의 중국 대표권을 중화민국에서 중화인민공화국으로 변경하는 내용을 담은 유엔 총회 결의 제2758호가 채택되었다. 교황청은 같은 날에 주중국 교황 대사를 역임하고 있던 오스트레일리아 출신의 로마 가톨릭 주교인 에드워드 이드리스 캐시디(Edward Idris Cassidy)를 소환시켰고 공사참사관을 파견하여 대행했다. 로마 교황청은 1979년 이후부터 대만 주재 임시대리대사만을 임명하고 있다. 

## 같이 보기
- 성좌의 대외 관계
- 중화민국의 대외 관계
- 하나의 중국
- 성좌-중국 관계
- 중화민국의 로마 가톨릭교회
  - 대만의 로마 가톨릭 교구 목록
- 중국의 로마 가톨릭교회 - 바티칸 시국에 소속된 교회와 소속되지 않은 교회(중국천주교애국회)로 나뉨
- 홍콩의 로마 가톨릭교회